# Viorel Ilie
Viorel Ilie (n. 19 martie 1965, Moinești, Bacău, România)  este senator în Senatul României din 21 decembrie 2016 din partea Partidului Alianța Liberalilor și Democraților, reprezentând județul Bacău. În perioada 2008-2016, acesta a îndeplinit funcția de primar al municipiului Moinești, județul Bacău.
Pe 3 aprilie 2017, Viorel Ilie devine ministru, preluând portofoliul de la Ministerul pentru Relația cu Parlamentul în Guvernul Grindeanu, păstrându-și funcția și în mandatul premierului Mihai Tudose. După demisia lui Mihai Tudose, Viorel Ilie este propus ministru pentru relația cu Parlamentul în Guvernul Dăncilă, funcție pe care o va ocupa până pe 28 august 2019 când demisionează din Guvern. 
În data de 26 februarie 2020, Viorel Ilie părăsește ALDE și se înscrie în Partidul Național Liberal. 